# Empis pavli
Empis pavli är en tvåvingeart som beskrevs av Igor Shamshev 1998. Empis pavli ingår i släktet Empis och familjen dansflugor. Inga underarter finns listade i Catalogue of Life.